# Zelomorpha malayensis
Zelomorpha malayensis är en stekelart som beskrevs av Bhat och Gupta 1977. Zelomorpha malayensis ingår i släktet Zelomorpha och familjen bracksteklar. Inga underarter finns listade i Catalogue of Life.